# Charles Louis de la Vallée-Poussin
Charles Louis Joseph Xavier de la Vallée-Poussin  (* 6. April 1827 in Namur; † 15. März 1903 in Brüssel) war ein belgischer Geologe.

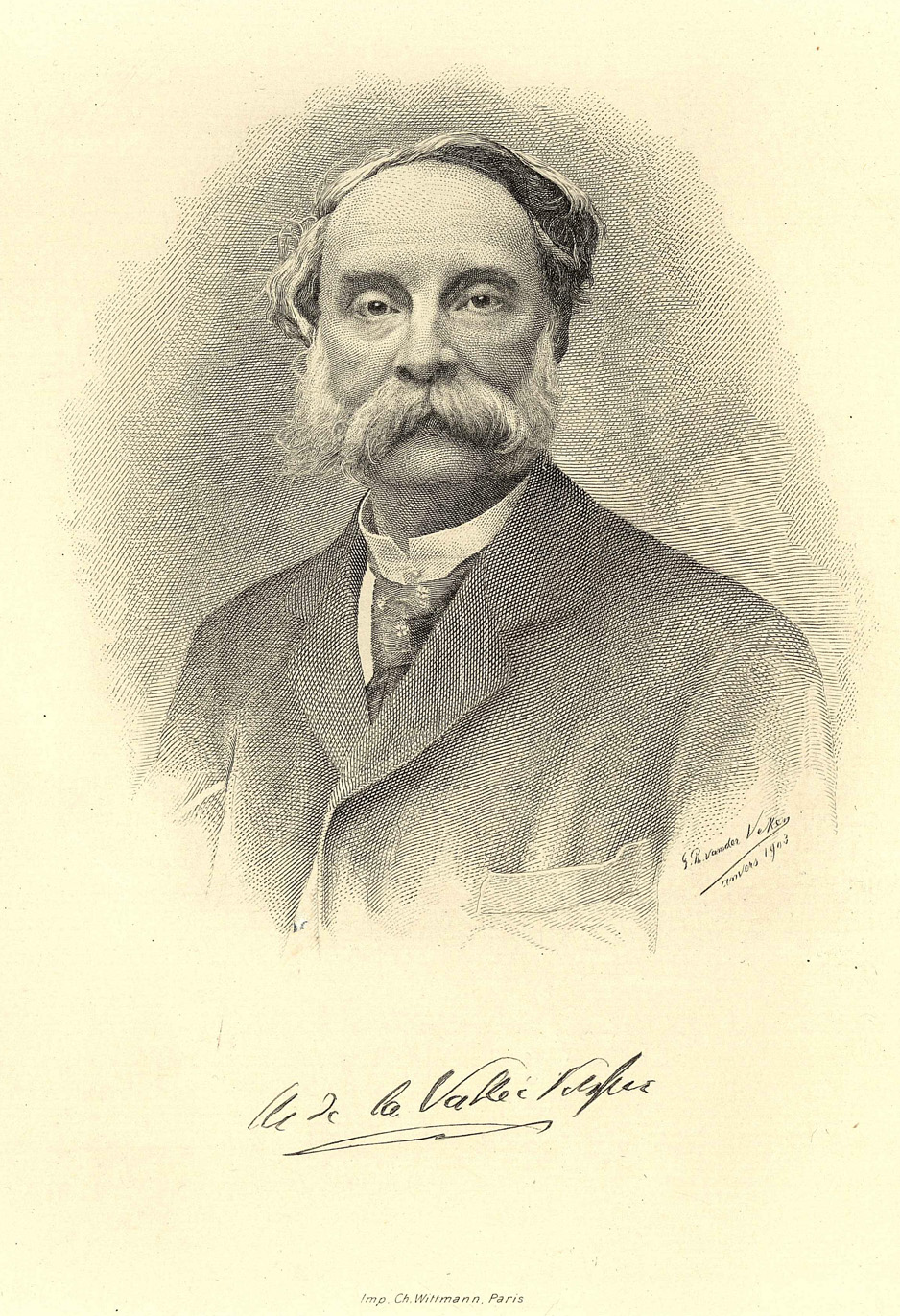
Charles Louis de la Vallée-Poussin

De la Vallée Poussin war der Sohn eines französischen Offiziers und einer Flämin. Er studierte am Collége Notre-Dame-de-la-Paix in Namur und danach in Paris Mathematik an der École polytechnique, widmete sich dann aber zehn Jahre lang der Literatur und Philosophie unter anderem als Kritiker in Paris. 1863 wurde er Professor für Geologie und Mineralogie an der Katholischen Universität Löwen (auf Empfehlung des belgischen Geologen Jean Baptiste Julien d’Omalius d’Halloy).
Er untersuchte insbesondere die metamorphen und kristallinen Gesteine der Ardennen, häufig mit Alphonse-François Renard, aber auch die Stratigraphie der Kalksteine des Karbons der Ardennen. Eine der dabei entstandenen Monographien erhielt 1876 den Preis der Königlich Belgischen Akademie der Wissenschaften. Er schrieb auch populärwissenschaftliche Artikel und war maßgeblich an den vorbereitenden Arbeiten für die geologische Karte Belgiens beteiligt. In seinem Todesjahr 1903 war er der Vizepräsident der diesbezüglichen Kommission.
Er war der Vater des Mathematikers Charles-Jean de La Vallée Poussin.
1876 wurde er Ehrendoktor der Universität Löwen. 1885 wurde er Mitglied der Königlichen Belgischen Akademie der Wissenschaften.

## Schriften
- mit Renard: Mémoire sur les caractères minéralogiques et stratigraphiques des roches dites plutoniennes de la Belgique et de l’Ardenne française, Brüssel 1876